# Pierre Dobrievich
Pierre Dobrievich (en macédonien Петар Добриевиќ) est un danseur et maître de ballet yougoslave né à Veles le 27 décembre 1931, mort en novembre 2009.
Après des études à l'école de ballet de Zagreb, il débute à l'Opéra de cette ville en 1955. Il danse ensuite dans la compagnie de Ludmila Tcherina, au Ballet Théâtre de Paris (la troupe que Maurice Béjart a montée pour donner Le Sacre du printemps à Bruxelles), puis entre au Ballet du XXe siècle en 1960 et y interprète de nombreux rôles de soliste (comme celui de Renaud dans Les Quatre Fils Aymon). Il en est le maître de ballet jusqu'en 1975.
De 1975 à 1981, il dirige le ballet de la Scala de Milan, puis occupe la même fonction à l'Opéra d'État de Bavière de Munich, à Florence et à l'Opéra de Monte-Carlo.
Son épouse, Louba Dobrievich, fit également partie de la compagnie de Maurice Béjart à Bruxelles.